# Россинелли, Анна
Анна Россинелли (нем. Anna Rossinelli; род. 20 апреля 1987, Базель) — швейцарская певица.

## Биография
Анна Россинелли родилась 20 апреля 1987 года. С раннего детства она пела и посещала музыкальные классы во время учёбы в школе. В возрасте 16 лет она на 3 года поступила в джазовую школу в Базеле, где занималась вокалом, фортепиано и сольфеджио.
В качестве певицы она впервые выступила в возрасте 13 лет. Уже на следующий год она собрала свою акапелльную группу, и присоединилась к рок-группе. После этого, она выступала с различными командами, включая The Monotones и The Fabulous Tools, зарабатывая себе опыт сценических выступлений, а также участвовала в ряде студийных проектов. В настоящее время Анна является солисткой поп-соул трио Anne Claire.

## Евровидение-2011
11 декабря 2010 года Анна Россинелли выиграла Швейцарский национальный финал (Die grosse Entscheidungs Show) с песней «In Love for a While» и была избрана представлять Швейцарию на Евровидении 2011 в Дюссельдорфе. Исполнительница выступала в первом полуфинале, и набрала достаточное количество голосов, чтобы выйти в финал, где Анна заняла последнее (25) место.